# Traditioneel klimmen

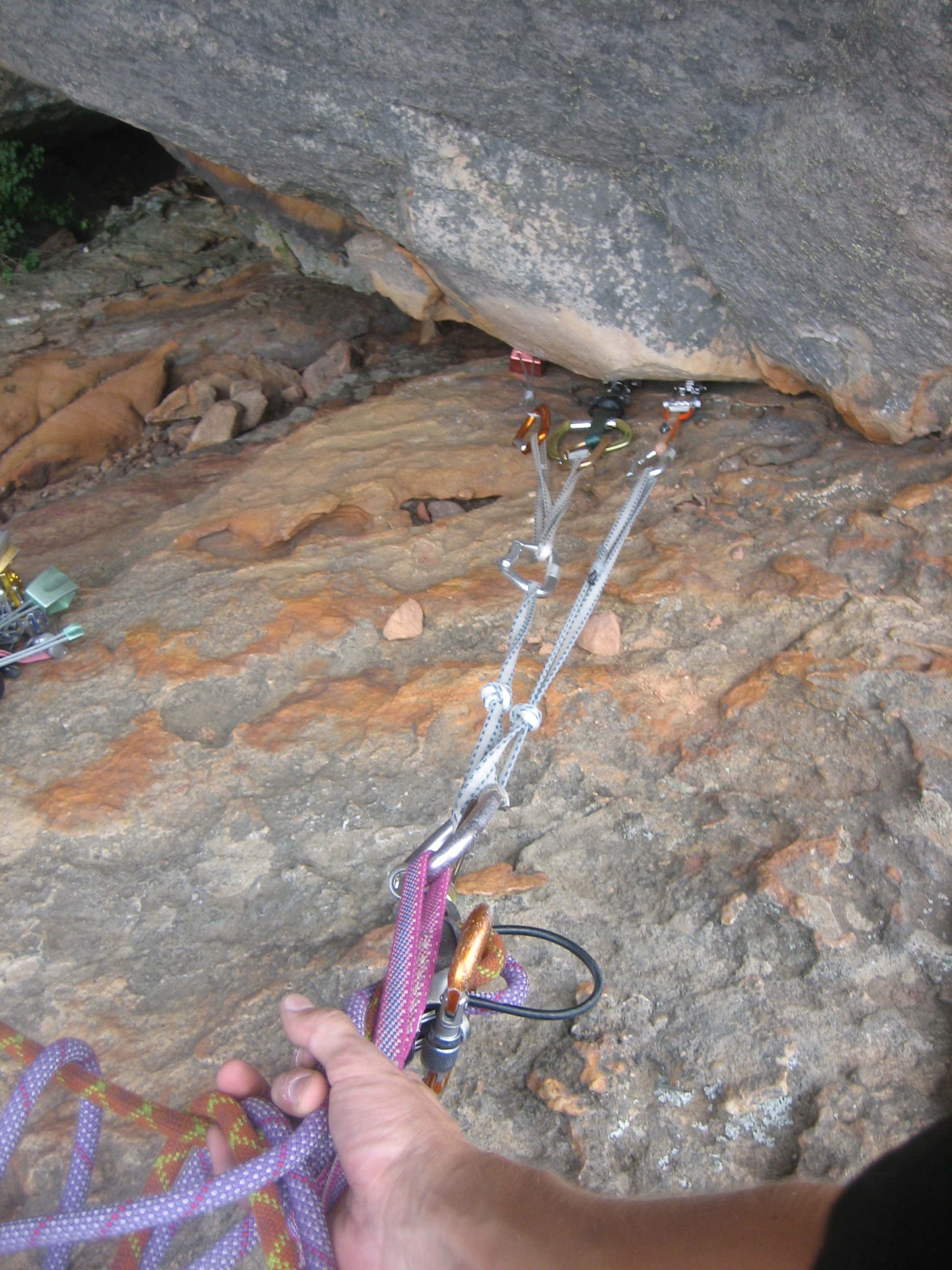
Een klimanker gemaakt door verschillende hulpstukken, het is niet gebruikelijk om alle ankers in dezelfde spleet te plaatsen

Traditioneel klimmen is het traditionele berg- of rotsklimmen, waarbij de klimmer zelf zijn of haar beveiligingspunten  aan de rotswand bevestigt.
Het zijn voornamelijk friends en allerlei vormen van klemblokjes die worden gebruikt, ook het gebruik van een bandsling via rotsformaties zoals een zandlopervorm kan.
De bedoeling is dat er geen materiaal achterblijft na de beklimming. 
Het is een stijl van klimmen waarbij de klimmer(s) hulpmateriaal plaatsen om zich bij een val of bij het abseilen te beveiligen. Eenmaal de beklimming voltooid wordt alles verwijderd.  
De belangrijke eigenschappen van het trad klimmen is dat de rots na de beklimming wordt verlaten met een minimum aan beschadiging of met een minimum van rotsvreemde zaken zoals rotshaken. Het is een ethiek die bij het klimmen  toegeschreven wordt aan de inspanningen van Yvon Chouinard.